# Liste des longs métrages finlandais proposés à l'Oscar du meilleur film international
Cet article présente la liste des longs métrages finlandais proposés à l'Oscar du meilleur film international.

## Films proposés par la Finlande
| Année (cérémonie) | Titre français               | Titre original                | Réalisateur                                  | Résultat       |
| ----------------- | ---------------------------- | ----------------------------- | -------------------------------------------- | -------------- |
| 1973 (46e)        | La Terre de nos ancêtres     | Maa on syntinen laulu         | Rauni Mollberg                               | Non nommé      |
| 1980 (53e)        | Cœur de feu                  | Tulipää                       | Pirjo Honkasalo et Pekka Lehto (fi)          | Non nommé      |
| 1981 (54e)        | Pedon merkki                 | Pedon merkki                  | Jaakko Pakkasvirta                           | Non nommé      |
| 1984 (57e)        | Pessi ja Illusia             | Pessi ja Illusia              | Heikki Partanen (fi)                         | Non nommé      |
| 1986 (59e)        | Soldat inconnu               | Tuntematon sotilas            | Rauni Mollberg                               | Non nommé      |
| 1987 (60e)        | La Reine des Neiges (fi)     | Lumikuningatar                | Päivi Hartzell (fi)                          | Non nommé      |
| 1990 (63e)        | Talvisota                    | Talvisota                     | Pekka Parikka                                | Non nommé      |
| 1994 (66e)        | Ripa ruostuu (fi)            | Ripa ruostuu (fi)             | Christian Lindblad (fi)                      | Non nommé      |
| 1995 (68e)        | Le Dernier Mariage           | Kivenpyörittäjän kylä         | Markku Pölönen                               | Non nommé      |
| 1996 (69e)        | Au loin s'en vont les nuages | Kauas pilvet karkaavat        | Aki Kaurismäki                               | Disqualifié    |
| 1997 (70e)        | La Collectionneuse (fi)      | Neitoperho                    | Auli Mantila (fi)                            | Non nommé      |
| 1998 (71e)        | Kuningasjätkä                | Kuningasjätkä                 | Markku Pölönen                               | Non nommé      |
| 1999 (72e)        | Les Gros Durs (fi)           | Häjyt                         | Aleksi Mäkelä (fi)                           | Non nommé      |
| 2000 (73e)        | Sept Chants de la toundra    | Seitsemän laulua tundralta    | Anastasia Lapsui (fi) et Markku Lehmuskallio | Non nommé      |
| 2001 (74e)        | Joki                         | Joki                          | Jarmo Lampela                                | Non nommé      |
| 2002 (75e)        | L'Homme sans passé           | Mies vailla menneisyyttä      | Aki Kaurismäki                               | Nomination     |
| 2003 (76e)        | L'Invisible Elina            | Elina - Som om jag inte fanns | Klaus Härö                                   | Non nommé      |
| 2004 (77e)        | Lapsia ja aikuisia           | Lapsia ja aikuisia            | Aleksi Salmenperä                            | Non nommé      |
| 2005 (78e)        | Une autre mère               | Äideistä parhain              | Klaus Härö                                   | Non nommé      |
| 2006 (79e)        | Les Lumières du faubourg     | Laitakaupungin valot          | Aki Kaurismäki                               | Disqualifié    |
| 2007 (80e)        | Un travail d'homme           | Miehen työ                    | Aleksi Salmenperä                            | Non nommé      |
| 2008 (81e)        | Tummien perhosten koti (fi)  | Tummien perhosten koti (fi)   | Dome Karukoski                               | Non nommé      |
| 2009 (82e)        | Lettres au Père Jacob        | Postia pappi Jaakobille       | Klaus Härö                                   | Non nommé      |
| 2010 (83e)        | Miesten vuoro (fi)           | Miesten vuoro (fi)            | Joonas Berghäll (fi)                         | Non nommé      |
| 2011 (84e)        | Le Havre                     | Le Havre                      | Aki Kaurismäki                               | Non nommé      |
| 2012 (85e)        | Purge                        | Puhdistus                     | Antti Jokinen                                | Non nommé      |
| 2013 (86e)        | L'Apprenti (fi)              | Lärjungen                     | Ulrika Bengts                                | Non nommé      |
| 2014 (87e)        | Betoniyö                     | Betoniyö                      | Pirjo Honkasalo                              | Non nommé      |
| 2015 (88e)        | Le Maître d'escrime          | Miekkailija                   | Klaus Härö                                   | Préselectionné |
| 2016 (89e)        | Olli Mäki                    | Hymyilevä mies                | Juho Kuosmanen                               | Non nommé      |
| 2017 (90e)        | Tom of Finland               | Tom of Finland                | Dome Karukoski                               | Non nommé      |
| 2018 (91e)        | Armomurhaaja                 | Armomurhaaja                  | Teemu Nikki (fi)                             | Non nommé      |
| 2019 (92e)        | Hölmö nuori sydän            | Hölmö nuori sydän             | Selma Vilhunen                               | Non nommé      |
| 2020 (93e)        | Tove                         | Tove                          | Zaida Bergroth (fi)                          | Non nommé      |
| 2021 (94e)        | Compartiment n° 6            | Hytti nro 6                   | Juho Kuosmanen                               | Préselectionné |
| 2022 (95e)        | Girl Picture                 | Tytöt tytöt tytöt             | Alli Haapasalo                               | Non nommé      |
| 2023 (96e)        | Les Feuilles mortes          | Kuolleet lehdet               | Aki Kaurismäki                               | Préselectionné |